# Prosopophorella cyaneostoma
Prosopophorella cyaneostoma är en tvåvingeart som först beskrevs av Frey 1927.  Prosopophorella cyaneostoma ingår i släktet Prosopophorella och familjen lövflugor.
Artens utbredningsområde är Filippinerna. Inga underarter finns listade i Catalogue of Life.